# Liste von Kirchengebäuden im Landkreis Havelland
Die Liste der Kirchengebäude im Landkreis Havelland gibt eine vollständige Übersicht der im Landkreis Havelland im Westen des Landes Brandenburg vorhandenen Gotteshäuser mit ihrem Status, Adresse, Koordinaten und einer Ansicht (Stand Januar 2017).

## Liste
| Ort                 | Bezeichnung                        | Lage                                                               | Glaubensrichtung               | Bemerkungen | Außenansicht    | Innenansicht   | Denkmal-ID | Wikidata-Eintrag |
| ------------------- | ---------------------------------- | ------------------------------------------------------------------ | ------------------------------ | --- | --------------- | -------------- | ---------- | ---------------- |
| Bahnitz             | Dorfkirche                         | Milower Land OT: Bahnitz Dorfstraße (Lage)                         | evangelisch                    | Datierung: 1973 (Bau im Turmfundament der Vorgängerkirche) | weitere Bilder  |                |            | c                |
| Bamme               | Dorfkirche                         | Nennhausen OT: Bamme Lindenstraße 31 (Lage)                        | evangelisch                    | Datierung: 1588 Umbau und Erweiterung: 1708 und 1730–1735 Umbau: 1853 | weitere Bilder  |                | 09150016   |                  |
| Barnewitz           | Dorfkirche                         | Märkisch Luch OT: Barnewitz Bauernende 1 (Lage)                    | evangelisch                    | Datierung: 13. Jh. Brand:1944 Wiederaufbau:1967–1974 | weitere Bilder  |                |            |                  |
| Berge               | Dorfkirche                         | Nauen OT: Berge Zum Kirchberg 14 (Lage)                            | evangelisch                    | Datierung: 1744 und 1776 / Entwurf: Christian Friedrich Feldmann Wiederaufbau: 1966 | weitere Bilder  |                | 09150020   |                  |
| Böhne               | Dorfkirche                         | Rathenow OT: Böhne Im Böhner Winkel 2 (Lage)                       | evangelisch                    | Datierung: 1838 Umgestaltung: 1988 | weitere Bilder  |                | 09150605   | Q101849490       |
| Börnicke            | Dorfkirche                         | Nauen OT: Börnicke Mitteldorf (Lage)                               | evangelisch                    | Datierung: 1401/1500 Umbau und Erweiterung: 1746/1755 | weitere Bilder  |                | 09150022   | Q1244193         |
| Brädikow            | Dorfkirche                         | Wiesenaue OT: Brädikow Unter den Linden (Lage)                     | evangelisch                    | Datierung: 1725/1775 Turmbau: 1868 Abriss Kirchenschiff und Neubau Betsaal: 1977 | weitere Bilder  |                | 09150036   | Q101849504       |
| Bredow              | Dorfkirche                         | Brieselang OT: Bredow Berliner Straße (Lage)                       | evangelisch                    | Datierung: 1862 | weitere Bilder  |                |            | Q107152199       |
| Brieselang          | St.-Marien-Kirche                  | Brieselang OT: Brieselang Birkenallee 19 (Lage)                    | katholisch                     | Datierung: 1970 Erweiterung: 2014 | weitere Bilder  |                |            |                  |
| Brieselang          | Evangelische Kirche                | Brieselang OT: Brieselang Karl-Marx-Straße 139 (Lage)              | evangelisch                    | Datierung: 1930–1931 / Entwurf: Erwin Rettig | weitere Bilder  |                | 09150540   |                  |
| Brieselang          | Neuapostolische Kirche             | Brieselang OT: Brieselang Karl-Marx-Straße 185 (Lage)              | neuapostolisch                 | Datierung: 2014 | Bild gesucht BW |                |            |                  |
| Buckow              | Dorfkirche                         | Milower Land OT: Buckow Lange Straße 31–32 (Lage)                  | evangelisch                    | Datierung: 1201/1250 Brand und Wiederaufbau und Umbau: 1833 Restaurierung: 1992–1994 | weitere Bilder  |                | 09150104   | Q63442409        |
| Buckow (Nennhausen) | Ehemalige Wallfahrtskirche         | Nennhausen OT: Buckow bei Nennhausen Buckower Dorfstraße (Lage)    | evangelisch                    | Datierung: 1401/1500 Umbau: 1679–1681 | weitere Bilder  | Innenansichten | 09150032   | Q47455927        |
| Buschow             | Dorfkirche                         | Märkisch Luch OT: Buschow Buschower Dorfstraße (Lage)              | evangelisch                    | Datierung: 1401/1500 und 1864 Umbau: 1891 und 1975 | weitere Bilder  |                | 09150590   |                  |
| Bützer              | Dorfkirche                         | Milower Land OT: Bützer Kirchgang (Lage)                           | evangelisch                    | Datierung: um 1250 Umbau: 1841 | weitere Bilder  |                | 09150033   |                  |
| Dallgow             | Dorfkirche                         | Dallgow-Döberitz OT: Dallgow Johann-Sebastian-Bach-Straße 6 (Lage) | evangelisch                    | Datierung: 1501/1600 Umbau und Erweiterung: 1686/1700 Restaurierung: 1970 | weitere Bilder  |                | 09150039   |                  |
| Dallgow             | Kapelle St. Johannes der Täufer    | Dallgow-Döberitz OT: Dallgow Wilhelmstraße 3 (Lage)                | katholisch                     | Datierung: - | Bild gesucht BW |                |            |                  |
| Damme (Havelland)   | Dorfkirche                         | Nennhausen OT: Damme Dammer Dorfstraße (Lage)                      | evangelisch                    | Datierung: 1822 Turm: 1902 | weitere Bilder  |                | 09150044   |                  |
| Döberitz            | Dorfkirche                         | Premnitz OT: Döberitz Dorfplatz (Lage)                             | evangelisch                    | Datierung: 1846/1855 Restaurierung: 1990 | weitere Bilder  |                | 09150045   |                  |
| Dyrotz              | Dorfkirche                         | Wustermark OT: Dyrotz Berliner Straße 5 (Lage)                     | evangelisch                    | Datierung: 1750 ca. | weitere Bilder  |                | 09150393   |                  |
| Elstal              | Siedlungskirche                    | Wustermark OT: Elstal Karl-Liebknecht-Platz (Lage)                 | evangelisch                    | Datierung: 1936 | weitere Bilder  |                |            |                  |
| Etzin               | Dorfkirche                         | Ketzin/Havel OT: Etzin Etziner Dorfstraße 31 (Lage)                | evangelisch                    | Datierung: 1777 Umbau: 1960/1970 | weitere Bilder  |                | 09150556   |                  |
| Falkenhagen         | Dorfkirche                         | Falkensee OT: Falkenhagen Kirchstraße 1 (Lage)                     | evangelisch                    | Datierung: 1280/1300 Umbau: 1676–1680 und 1882 Restaurierung: 1994–2000 | weitere Bilder  | Innenansichten | 09150404   | Q1244271         |
| Falkenhagen         | Pfarrkirche St. Konrad von Parzham | Falkensee OT: Falkenhagen Ringpromenade 73 (Lage)                  | katholisch                     | Datierung: 1934 / Entwurf: Carl Kühn | weitere Bilder  | Innenansichten |            | Q19964013        |
| Falkenhagen         | Baptistenkirche                    | Falkensee OT: Falkenhagen Scharenbergstraße 1 (Lage)               | baptistisch                    | Datierung: 2001 | Bild gesucht BW |                |            |                  |
| Falkenhain          | Heilig-Kreuz-Kapelle               | Falkensee OT: Falkenhain Reichenhaller Straße 61 (Lage)            | evangelisch                    | Datierung: Die Kapelle steht in Nord-Süd-Richtung | weitere Bilder  |                |            |                  |
| Falkenhöh           | Gemeindezentrum Heilig-Geist       | Falkensee OT: Falkenhöh Brahmsallee 41 (Lage)                      | evangelisch                    | Datierung: 2010 ca. | weitere Bilder  |                |            |                  |
| Falkenrehde         | Dorfkirche                         | Ketzin/Havel OT: Falkenrehde Potsdamer Allee 37 (Lage)             | evangelisch                    | Datierung: 1251/1500 Umbau: um 1750 und 1910 | weitere Bilder  |                | 09150051   |                  |
| Ferchesar           | Dorfkirche                         | Stechow-Ferchesar OT: Ferchesar Dorfstraße (Lage)                  | evangelisch                    | Datierung: 1735–1737 Umbau: 1851/1900 Erweiterung: 1906 | weitere Bilder  |                | 09150004   | Q101849630       |
| Finkenkrug          | Adventgemeinde                     | Falkensee OT: Finkenkrug Am Wildpark 3 (Lage)                      | adventistisch                  | Datierung: - | Bild gesucht BW |                |            |                  |
| Finkenkrug          | Dorfkirche                         | Falkensee OT: Finkenkrug Pfarrer-Voigt-Platz 1 (Lage)              | evangelisch                    | Datierung: 1924–1926 / Entwurf Robert Wilsdorf Restaurierung: 2004–2006 | weitere Bilder  |                | 09150453   | Q1417479         |
| Friesack            | Stadtkirche                        | Friesack OT: Friesack Hamburger Straße (Lage)                      | evangelisch                    | Datierung: 1949–1955 | weitere Bilder  |                |            |                  |
| Friesack            | ehem. Rosenkranzkapelle            | Friesack OT: Friesack Rhinstraße (Lage)                            | profaniert (vorm. katholisch)  | Datierung: 1852 Entwidmung: 2010 | weitere Bilder  |                |            |                  |
| Garlitz             | Dorfkirche                         | Märkisch Luch OT: Garlitz Garlitzer Dorfstraße (Lage)              | evangelisch                    | Datierung: 1701/1800 Brand und Wiederaufbau: 1826 | weitere Bilder  |                | 09150088   | Q85318509        |
| Gohlitz             | Dorfkirche                         | Nauen OT: Gohlitz Nauener Straße (Lage)                            | evangelisch                    | Datierung: 1810 / Entwurf: Carl Friedrich Quednow Umbau: 1401/1500 | weitere Bilder  |                | 09150378   | Q97330555        |
| Görne               | Dorfkirche                         | Kleßen-Görne OT: Görne Lindenstraße (Lage)                         | evangelisch                    | Datierung: 1728 Umbau: 1740 und 1832 Restaurierung: 1934–1936 | weitere Bilder  |                | 09150089   | Q101849743       |
| Göttlin             | Dorfkirche                         | Rathenow OT: Göttlin Göttliner Dorfstraße 13 (Lage)                | evangelisch                    | Datierung: 1890 | weitere Bilder  |                |            |                  |
| Gräningen           | Dorfkirche                         | Nennhausen OT: Gräningen Nennhausener Straße (Lage)                | evangelisch                    | Datierung: um 1300 Umbau: 1734–1736 Erweiterung: 1910 | weitere Bilder  | Innenansichten | 09150092   | Q101849751       |
| Groß Behnitz        | Dorfkirche                         | Nauen OT: Groß Behnitz Behnitzer Dorfstraße (Lage)                 | evangelisch                    | Datierung: 1922 | weitere Bilder  |                |            |                  |
| Großderschau        | Dorfkirche                         | Großderschau OT: Großderschau Kleinderschauer Straße (Lage)        | evangelisch                    | Datierung: 1780–1785 Restaurierung: 1994–1995 | weitere Bilder  |                | 09150100   | Q101579241       |
| Großwudicke         | Schlosskapelle                     | Milower Land OT: Großwudicke Am Gutspark 1 (Lage)                  | evangelisch                    | Datierung: 1737 | weitere Bilder  |                | 09150103   | Q101848735       |
| Grünefeld           | Grünefeld                          | Schönwalde-Glien OT: Grünefeld Paarener Straße (Lage)              | evangelisch                    | Datierung: 1733 Umbau: 1911 und 1960/1970 | weitere Bilder  |                | 09150689   | Q63928577        |
| Grütz               | Dorfkirche                         | Rathenow OT: Grütz Dorfplatz 3 (Lage)                              | evangelisch                    | Datierung: 1806 Umbau: 1851/1900 | weitere Bilder  | Innenansichten | 09150535   | Q85139262        |
| Gülpe               | Dorfkirche                         | Havelaue OT: Gülpe Kirchplatz (Lage)                               | evangelisch                    | Datierung: 1773–1774 Erweiterung: 1865 Umbau: 1885 | weitere Bilder  |                | 09150673   | Q101849809       |
| Gutenpaaren         | Dorfkirche                         | Ketzin/Havel OT: Gutenpaaren Gutenpaarener Dorfstraße (Lage)       | evangelisch                    | Datierung: 1356 Umbau: 1863 | weitere Bilder  |                | 09150396   | Q100409440       |
| Haage               | Dorfkirche                         | Mühlenberge OT: Haage Dorfstraße 25 (Lage)                         | evangelisch                    | Datierung: 1938–1940 / Entwurf Klaus Blunck (Turm vom Vorgängerbau 1865) Restaurierung: nach 2010                                                                                                | weitere Bilder  | Innenansichten | 09150109   | Q99212046        |
| Hohennauen          | Dorfkirche                         | Seeblick OT: Hohennauen Seestraße (Lage)                           | evangelisch                    | Datierung: 1710/1720 Restaurierung: 1983–1987 | weitere Bilder  |                | 09150111   | Q1244193         |
| Hoppenrade          | Dorfkirche                         | Wustermark OT: Hoppenrade Potsdamer Straße (Lage)                  | evangelisch                    | Datierung: 1895 / Entwurf: Otto Techow | weitere Bilder  |                | 09150490   |                  |
| Jahnberge           | Kapelle                            | Wiesenaue OT: Jahnberge Dorfstraße 21 (Lage)                       | evangelisch                    | Datierung: 1951–1952 | weitere Bilder  |                |            |                  |
| Karpzow             | Dorfkirche                         | Wustermark OT: Buchow-Karpzow Priorter Straße 7–8 (Lage)           | evangelisch                    | Datierung: 1678 Erweiterung: um 1824 | weitere Bilder  |                | 09150031   |                  |
| Ketzin              | Stadtkirche St. Petri              | Ketzin/Havel OT: Ketzin Rathausstraße (Lage)                       | evangelisch                    | Datierung: 1758–1763 Restaurierung: 1871 und nach 2004 | weitere Bilder  |                | 09150132   | Q101579137       |
| Ketzin              | Rosenkranzkönigin-Kirche           | Ketzin/Havel OT: Ketzin Rudolf-Breitscheid-Str. 25 (Lage)          | katholisch                     | Datierung: 1910–1911 / Entwurf: Josef Welz Umgestaltung: 1937 Restaurierung: 2007 und vor 2011. Turm an der Ostseite. Apsis im Westen.                                                           | weitere Bilder  | Innenansichten | 09150119   | Q116269969       |
| Kienberg            | Dorfkirche                         | Nauen OT: Kienberg Dorfstraße 41B (Lage)                           | evangelisch                    | Datierung: 1962 |                 |                |            |                  |
| Klein Behnitz       | Dorfkirche                         | Nauen OT: Klein Behnitz Riewender Straße (Lage)                    | evangelisch                    | Datierung: 1779 ca. Umbau: 1983–1984 | weitere Bilder  |                | 09150137   | Q101849911       |
| Kleßen              | Dorfkirche                         | Kleßen-Görne OT: Kleßen Dorfstraße (Lage)                          | evangelisch                    | Datierung: 1913 Restaurierung: 1929–1932 | weitere Bilder  |                | 09150140   | Q1244422         |
| Knoblauch           | Dorfkirche                         | Milower Land OT: Knoblauch Wendeberger Weg 21 (Lage)               | evangelisch                    | Datierung: 1801–1850 Umbau: 1962 | weitere Bilder  |                |            | Q86596930        |
| Kotzen              | Dorfkirche                         | Kotzen OT: Kotzen Dorfstraße (Lage)                                | evangelisch                    | Datierung: 14. Jh. Umbau: 1711 | weitere Bilder  |                | 09150142   |                  |
| Kriele              | Dorfkirche                         | Kotzen OT: Kriele Hauptstraße (Lage)                               | evangelisch                    | Datierung: 1346/1355 | weitere Bilder  |                | 09150143   | Q1244193         |
| Landin              | Dorfkirche                         | Kotzen OT: Landin Steinstraße (Lage)                               | evangelisch                    | Datierung: 1701/1750 Umbau: 1865 und 1886/1900 | weitere Bilder  |                | 09150145   | Q101849964       |
| Liepe (Nennhausen)  | Dorfkirche                         | Nennhausen OT: Liepe Breite Straße (Lage)                          | evangelisch                    | Datierung: 1401–1500 Umbau: 1881 / Entwurf: Theodor Prüfer | weitere Bilder  |                | 09150147   | Q101849989       |
| Lietzow             | Dorfkirche                         | Nauen OT: Lietzow Hamburger Chaussee 13 (Lage)                     | evangelisch                    | Datierung: 1862–1865 Restaurierung: 1997–2009 | weitere Bilder  |                | 09150148   |                  |
| Markau              | Dorfkirche St. Nikolai             | Nauen OT: Markau Markauer Hauptstraße 8 (Lage)                     | evangelisch                    | Datierung: 1712 | weitere Bilder  |                | 09150149   |                  |
| Markee              | Christuskirche                     | Nauen OT: Markee Alte Schulstraße 2 (Lage)                         | evangelisch                    | Datierung: 1697 Restaurierung und Umgestaltung: 1936–1937 / Entwurf: Robert Sandfort | weitere Bilder  |                | 09150150   |                  |
| Milow               | Leopoldsburger Kirche              | Milower Land OT: Milow Friedensstraße 39b (Lage)                   | profaniert (vorm. evangelisch) | Datierung: 1757–1770 / Bauherr: Moritz von Anhalt-Dessau Umbau: 1999 Dient als Sparkasse | weitere Bilder  |                | 09150152   | Q116269984       |
| Milow               | Dorfkirche                         | Milower Land OT: Milow Stremmestraße 5 (Lage)                      | evangelisch                    | Datierung: 1695 Umbau: 1702 Restaurierung: 1979–1983 | weitere Bilder  |                | 09150151   | Q115644428       |
| Mögelin             | Dorfkirche                         | Premnitz OT: Mögelin Dorfplatz 4 (Lage)                            | evangelisch                    | Datierung: 1660 Umbau: 1844 / Entwurf: Friedrich August Heidfeld Erweiterung: um 1900 | weitere Bilder  |                | 09150158   | Q108388483       |
| Möthlitz            | Dorfkirche                         | Milower Land OT: Möthlitz Möthlitzer Hauptstraße (Lage)            | evangelisch                    | Datierung: 1650 | weitere Bilder  |                | 09150160   | Q1244542         |
| Möthlow             | Dorfkirche                         | Märkisch Luch OT: Möthlow Möthlower Hauptstraße (Lage)             | evangelisch                    | Datierung: 1684 Umbau: 1906 | weitere Bilder  |                | 09150161   | Q101579109       |
| Mützlitz            | Dorfkirche                         | Nennhausen OT: Mützlitz Brandenburger Landstraße (Lage)            | evangelisch                    | Datierung: 1828 | weitere Bilder  |                |            | Q116269936       |
| Nauen               | St.-Peter-und-Paul-Kirche          | Nauen OT: Nauen Gartenstraße 71 (Lage)                             | katholisch                     | Datierung: 1905–1906 / Entwurf Josef Welz Restaurierung: 1999–2002 | weitere Bilder  | Innenansichten | 09150189   | Q101579140       |
| Nauen               | Stadtpfarrkirche St. Jacobi        | Nauen OT: Nauen Martin-Luther-Platz (Lage)                         | evangelisch                    | Datierung: um 1400 und 1451/1400 Brand: 1695 Umbau: 1695–1699 Umbau: 1742 Umbau: 1785 Umbau: 1873–1874                                                                                           | weitere Bilder  | Innenansichten | 09150242   | Q17414387        |
| Nauen               | Neuapostolische Kirche             | Nauen OT: Nauen Schützenstraße 18 (Lage)                           | neuapostolisch                 | Datierung: 19. Jh. | weitere Bilder  |                |            |                  |
| Nennhausen          | Dorfkirche                         | Nennhausen OT: Nennhausen Kirchstraße (Lage)                       | evangelisch                    | Datierung: 1475 Umbau: 1613 und 1783 und 1904 | weitere Bilder  |                | 09150246   | Q101579277       |
| Neue Schleuse       | Hoffnungsgemeinde                  | Rathenow OT: Neue Schleuse Gebhardstraße 40 (Lage)                 | evangelisch                    | Datierung: - | weitere Bilder  |                |            |                  |
| Niebede             | Dorfkirche                         | Nauen OT: Niebede An der Schule (Lage)                             | evangelisch                    | Datierung: - | weitere Bilder  |                |            | Q96678762        |
| Nitzahn             | Dorfkirche                         | Milower Land OT: Nitzahn Schulstraße 26 (Lage)                     | evangelisch                    | Umbau: 1683 Restaurierung: 1984–1985 | weitere Bilder  |                | 09150250   | Q1244569         |
| Paaren im Glien     | St.-Josephs-Kapelle                | Schönwalde-Glien OT: Paaren im Glien Chaussee 3 (Lage)             | katholisch                     | Datierung: - | weitere Bilder  |                |            |                  |
| Paaren im Glien     | Dorfkirche                         | Schönwalde-Glien OT: Paaren im Glien Hauptstraße 42 (Lage)         | evangelisch                    | Datierung: 1886 | weitere Bilder  |                | 09150251   | Q63539954        |
| Paretz              | Dorfkirche                         | Ketzin/Havel OT: Paretz Parkring (Lage)                            | evangelisch                    | Datierung: 1190/1220 Umbau: 1797/1798 / Entwurf: David Gilly Entwurf: Martin Friedrich Rabe und Valentin von Massow Umbau 1856–1857 / Entwurf: Friedrich August Stüler Restaurierung: 1997–2010; | weitere Bilder  |                | 09150296   | Q1244591         |
| Parey (Havel)       | Dorfkirche                         | Havelaue OT: Parey Pareyer Hauptstraße (Lage)                      | evangelisch                    | Datierung: 1831 | weitere Bilder  |                |            |                  |
| Paulinenaue         | Dorfkirche                         | Paulinenaue OT: Paulinenaue Waldstraße (Lage)                      | evangelisch                    | Datierung: 1932 / Entwurf: Erwin Rettig | weitere Bilder  |                | 09150531   | Q28381938        |
| Pausin              | Dorfkirche                         | Schönwalde-Glien OT: Pausin Am Anger 8 (Lage)                      | evangelisch                    | Datierung: 1755 Brand: vor 1854 Umbau: 1854 und 1860 Restaurierung: vor 2000 | weitere Bilder  |                | 09150261   | Q63564760        |
| Perwenitz           | Dorfkirche                         | Schönwalde-Glien OT: Perwenitz Perwenitzer Dorfstraße (Lage)       | evangelisch                    | Datierung: 1838–1840 | weitere Bilder  |                | 09150263   | Q101850126       |
| Pessin              | Dorfkirche                         | Pessin OT: Pessin Dorfstraße (Lage)                                | evangelisch                    | Datierung: um 1300 Erweiterung und Umbau: 1739 | weitere Bilder  | Innenansichten | 09150265   | Q1244597         |
| Premnitz            | Marienkirche                       | Premnitz OT: Premnitz Alte Hauptstraße 46 (Lage)                   | katholisch                     | Datierung: 1977 | weitere Bilder  |                |            |                  |
| Premnitz            | Stadtkirche                        | Premnitz OT: Premnitz Alte Hauptstraße/Bergstraße (Lage)           | evangelisch                    | Umbau: 1683 Restaurierung: 1984–1985 | weitere Bilder  |                | 09150270   | Q116856463       |
| Premnitz            | Neuapostolische Kirche             | Premnitz OT: Premnitz Alte Waldstraße 18 (Lage)                    | neuapostolisch                 | Datierung: - |                 |                |            |                  |
| Prietzen            | Dorfkirche                         | Havelaue OT: Prietzen Prietzener Dorfstraße (Lage)                 | evangelisch                    | Datierung: 1912 | weitere Bilder  |                |            |                  |
| Priort              | Dorfkirche                         | Wustermark OT: Priort Priorter Dorfstraße 9 (Lage)                 | evangelisch                    | Datierung: 1745 Umbau: 1876 | weitere Bilder  |                | 09150273   | Q101850158       |
| Rathenow            | Lutherkirche                       | Rathenow OT: Neustadt Jahnstraße 1 (Lage)                          | evangelisch                    | Datierung: 1932 | weitere Bilder  |                |            |                  |
| Rathenow            | Auferstehungskirche                | Rathenow OT: Rathenow Bergstraße (Lage)                            | evangelisch                    | Datierung: 1914–1917 / Entwurf: Curt Steinberg | weitere Bilder  |                | 09150472   | Q101579143       |
| Rathenow            | St.-Georg-Kirche                   | Rathenow OT: Rathenow Friesacker Straße (Lage)                     | katholisch                     | Datierung: 1892–1893 / Entwurf: Engelbert Seibertz Umgestaltung: 1979/1986 | weitere Bilder  |                | 09150518   | Q2318473         |
| Rathenow            | St.-Marien-Andreas-Kirche          | Rathenow OT: Rathenow Kirchplatz (Lage)                            | evangelisch                    | Datierung: 1190 ca. Umbau: 1346/1355 Umbau: 1501/1600 Umbau: 1727 Umbau: 1816 | weitere Bilder  |                | 09150307   |                  |
| Retzow              | Dorfkirche                         | Retzow OT: Retzow Grüner Weg (Lage)                                | evangelisch                    | Datierung: 1500 ca. | weitere Bilder  |                | 09150346   | Q101850182       |
| Rhinow              | Stadtkirche                        | Rhinow OT: Rhinow Marktplatz (Lage)                                | evangelisch                    | Datierung: 1251/1300 Umbau: 1734 Brand: vor 1740 Wiederaufbau: 1740 Umbau: 1838 Restaurierung: 2004–2006 und 2009–2010                                                                           | weitere Bilder  |                | 09150347   | Q101579228       |
| Ribbeck (Havelland) | Dorfkirche                         | Nauen OT: Ribbeck Am Birnbaum (Lage)                               | evangelisch                    | Datierung: 1301/1400 Umbau: 1722 Umbau und Erweiterung: 1887 Restaurierung und Umbau: 1991–1996                                                                                                  | weitere Bilder  | Innenansichten | 09150349   |                  |
| Rohrbeck            | Dorfkirche                         | Dallgow-Döberitz OT: Rohrbeck Dorfstraße 6 (Lage)                  | evangelisch                    | Datierung: 1351/1400 / 1401/1450 Umbau: um 1700 und 1903 Restaurierung: 1996 und nach 2009 | weitere Bilder  |                | 09150043   |                  |
| Schmetzdorf         | Dorfkirche                         | Milower Land OT: Schmetzdorf Havelberger Straße 5 (Lage)           | evangelisch                    | Datierung: 1223 Restaurierung: 1962–1964 | weitere Bilder  |                | 09150401   | Q42894450        |
| Schönwalde          | Dorfkirche                         | Schönwalde-Glien OT: Schönwalde-Dorf Dorfstraße (Lage)             | evangelisch                    | Datierung: 1737 Restaurierung: 1996–2000 | weitere Bilder  | Innenansichten | 09150354   | Q1244720         |
| Schwanebeck         | Dorfkirche                         | Nauen OT: Schwanebeck Niebeder Weg (Lage)                          | evangelisch                    | Datierung: 1879 | weitere Bilder  |                | 09150458   | Q101579162       |
| Seeburg             | Dorfkirche                         | Dallgow-Döberitz OT: Seeburg Potsdamer Chaussee 1 (Lage)           | evangelisch                    | Datierung: 1201/1215 Umbau: 1401/1500 und 1501/1600 und 1715 Teilzerstörung: 1945 Wiederaufbau: 1945–1948 und 2000–2002                                                                          | weitere Bilder  |                | 09150512   |                  |
| Seegefeld           | Dorfkirche                         | Falkensee OT: Seegefeld Bahnhofstraße 51 (Lage)                    | evangelisch                    | Datierung: 1246/1255 Umbau: 1680/1682 Erweiterung: 1742 / 1781 Umbau: 1922 Restaurierung: 1990/2002 und 2010–2011                                                                                | weitere Bilder  |                | 09150077   | Q1244728         |
| Seegefeld           | Neuapostolische Kirche             | Falkensee OT: Seegefeld Slabystraße 10 (Lage)                      | neuapostolisch                 | Datierung: - | Bild gesucht BW |                |            |                  |
| Selbelang           | Dorfkirche St. Nikolai             | Paulinenaue OT: Selbelang Dorfstraße (Lage)                        | evangelisch                    | Datierung: 1451/1500 Umbau: 1862 Restaurierung: nach 2008 | weitere Bilder  |                | 09150358   | Q28381781        |
| Semlin              | Dorfkirche                         | Rathenow OT: Semlin Dorfstraße 37 (Lage)                           | evangelisch                    | Datierung: 1730–1732 Umbau und Erweiterung: 1893 | weitere Bilder  |                | 09150360   | Q101850424       |
| Senzke              | Dorfkirche                         | Mühlenberge OT: Senzke Schlossstraße 26 (Lage)                     | evangelisch                    | Datierung: 1857 / Entwurf: Wilhelm Sittel | weitere Bilder  |                | 09150591   | Q101850441       |
| Spaatz              | Dorfkirche                         | Havelaue OT: Spaatz Spaatzer Hauptstraße (Lage)                    | evangelisch                    | Datierung: 1246/1255 Umbau: 1429 Restaurierung: 1767 und 2000 | weitere Bilder  |                | 09150363   |                  |
| Stechow             | Dorfkirche                         | Stechow-Ferchesar OT: Stechow Friedensstraße 29 (Lage)             | evangelisch                    | Datierung: 1469 ca. Umbau: 1731 | weitere Bilder  |                | 09150364   | Q101579225       |
| Steckelsdorf        | Dorfkirche                         | Rathenow OT: Steckelsdorf Hauptstraße (Lage)                       | evangelisch                    | Datierung: 1701/1800 Brand und Wiederaufbau: 1822 Restaurierung: vor 2006 | weitere Bilder  | Innenansichten | 09150365   | Q101850526       |
| Steckelsdorf        | St. Josef                          | Rathenow OT: Steckelsdorf-Ausbau Horstenweg 15 (Lage)              | katholisch                     | Datierung: 1962 geweiht | weitere Bilder  | Innenansichten |            | Q32469467        |
| Stölln              | Dorfkirche Stölln                  | Gollenberg OT: Stölln Otto-Lilienthal-Straße (Lage)                | evangelisch                    | Datierung: 1824 (Turm von 1778) Restaurierung: 1934 | weitere Bilder  | Innenansichten | 09150366   |                  |
| Strodehne           | Dorfkirche                         | Havelaue OT: Strodehne Großdorf (Lage)                             | evangelisch                    | Datierung: 1902–1903 Restaurierung: 1999 | weitere Bilder  |                | 09150695   | Q101850554       |
| Tremmen             | Wallfahrtskirche St. Marien        | Ketzin/Havel OT: Tremmen Schulstraße (Lage)                        | evangelisch                    | Datierung: 1386/1450 Umbau: um 1660 Umbau: 1724 und 1800–1802 und 1932 Restaurierung: 1969–1971 und 1990–1993                                                                                    | weitere Bilder  |                | 09150374   | Q43363604        |
| Vieritz             | Dorfkirche                         | Milower Land OT: Vieritz Genthiner Straße (Lage)                   | evangelisch                    | Datierung: 1201/1251 Erweiterung: um 1600 Teilzerstörung: 1642 Wiederaufbau: 1650/1655 Umbau: 1701/1730 Umbau: 1862 Sanierung: 2003–2006                                                         | weitere Bilder  |                | 09150376   | Q97363587        |
| Vietznitz           | Dorfkirche                         | Wiesenaue OT: Vietznitz Ringstraße 11 (Lage)                       | evangelisch                    | Umbau: 1601/1700 | weitere Bilder  |                | 09150377   | Q101850586       |
| Wachow              | Dorfkirche                         | Nauen OT: Wachow Ernst-Thälmann-Straße 19 (Lage)                   | evangelisch                    | Datierung: 12. Jh. Umbau: 1820–1822 / Entwurf Johann Carl Ludwig Schmid | weitere Bilder  |                | 09150379   |                  |
| Wagenitz            | Dorfkirche                         | Mühlenberge OT: Wagenitz Zum Schwedenturm (Lage)                   | evangelisch                    | Datierung: 1664 Umbau: 1743 Restaurierung: 2001–2003 | weitere Bilder  |                | 09150380   | Q994580          |
| Wansdorf            | Dorfkirche                         | Schönwalde-Glien OT: Wansdorf Wansdorfer Dorfstraße (Lage)         | evangelisch                    | Umbau: 1716 Restaurierung: 1999 | weitere Bilder  |                | 09150385   | Q101850589       |
| Warsow              | Dorfkirche                         | Wiesenaue OT: Warsow Dorfstraße (Lage)                             | evangelisch                    | Datierung: 1683 | weitere Bilder  |                |            | Q116269948       |
| Wassersuppe         | Dorfkirche                         | Seeblick OT: Wassersuppe Dorfstraße 22–23 (Lage)                   | evangelisch                    | Datierung: 1759 | weitere Bilder  | Innenansichten | 09150386   | Q42916725        |
| Wernitz             | Dorfkirche                         | Wustermark OT: Wernitz Ketziner Straße (Lage)                      | evangelisch                    | Datierung: - | weitere Bilder  |                |            |                  |
| Witzke              | Dorfkirche                         | Seeblick OT: Witzke Witzker Dorfstraße 15a (Lage)                  | evangelisch                    | Datierung: 1870 | weitere Bilder  |                | 09150388   | Q101850604       |
| Wolsier             | Dorfkirche                         | Havelaue OT: Wolsier Hauptstraße (Lage)                            | evangelisch                    | Datierung: 1754 Umbau: 1801/1900 | weitere Bilder  |                | 09150389   | Q101850608       |
| Wustermark          | Dorfkirche                         | Wustermark OT: Wustermark Friedrich-Rumpf-Straße 15 (Lage)         | evangelisch                    | Umbau: 1703 Restaurierung: 2000–2004 | weitere Bilder  |                | 09150391   | Q101850612       |
| Wutzetz             | Dorfkirche                         | Friesack OT: Wutzetz Dorfring (Lage)                               | evangelisch                    | Datierung: 1801/1850 Umbau: 1882 | weitere Bilder  |                | 09150394   |                  |
| Zachow              | Dorfkirche                         | Ketzin/Havel OT: Zachow Zachower Dorfstraße (Lage)                 | evangelisch                    | Datierung: 1401/1500 Umbau und Erweiterung: 1701/1750 | weitere Bilder  |                | 09150395   | Q47528404        |
| Zeestow             | Autobahnkirche                     | Brieselang OT: Zeestow Wustermarker Straße 16 (Lage)               | evangelisch                    | Datierung: 1848 Umgestaltung: um 1965 Restaurierung: 2011–2014 | weitere Bilder  | Innenansichten | 09150555   | Q17310412        |
| Zollchow            | Dorfkirche                         | Milower Land OT: Zollchow Lindenstraße 15 (Lage)                   | evangelisch                    | Datierung: 1201/1250 Brand: 1697 Umbau: 1751/1800 und 1847–1849 Restaurierung: 1993–1994 | weitere Bilder  |                | 09150400   | Q51606997        |